# 澳大利亚惩戒系统
澳大利亚的监狱系统是澳大利亚的刑事司法系统的一部分。2014年，澳大利亚51%的囚犯是因暴力犯罪定罪的。

在澳大利亚，在州法庭或联邦法庭上被定罪的罪犯会被送至监狱，安全级别由轻度、中等至重度不等。不存在独立的联邦监狱设施。

## 历史
新南威尔士州作为英国人于1788年在澳大利亚的落脚点，自欧洲人迁移澳洲以来就建有监狱。第一处澳大利亚殖民地于1788年1月26日建于杰克逊港（即如今的悉尼港），自此迎来了此后数十年英国囚犯的迁徙。

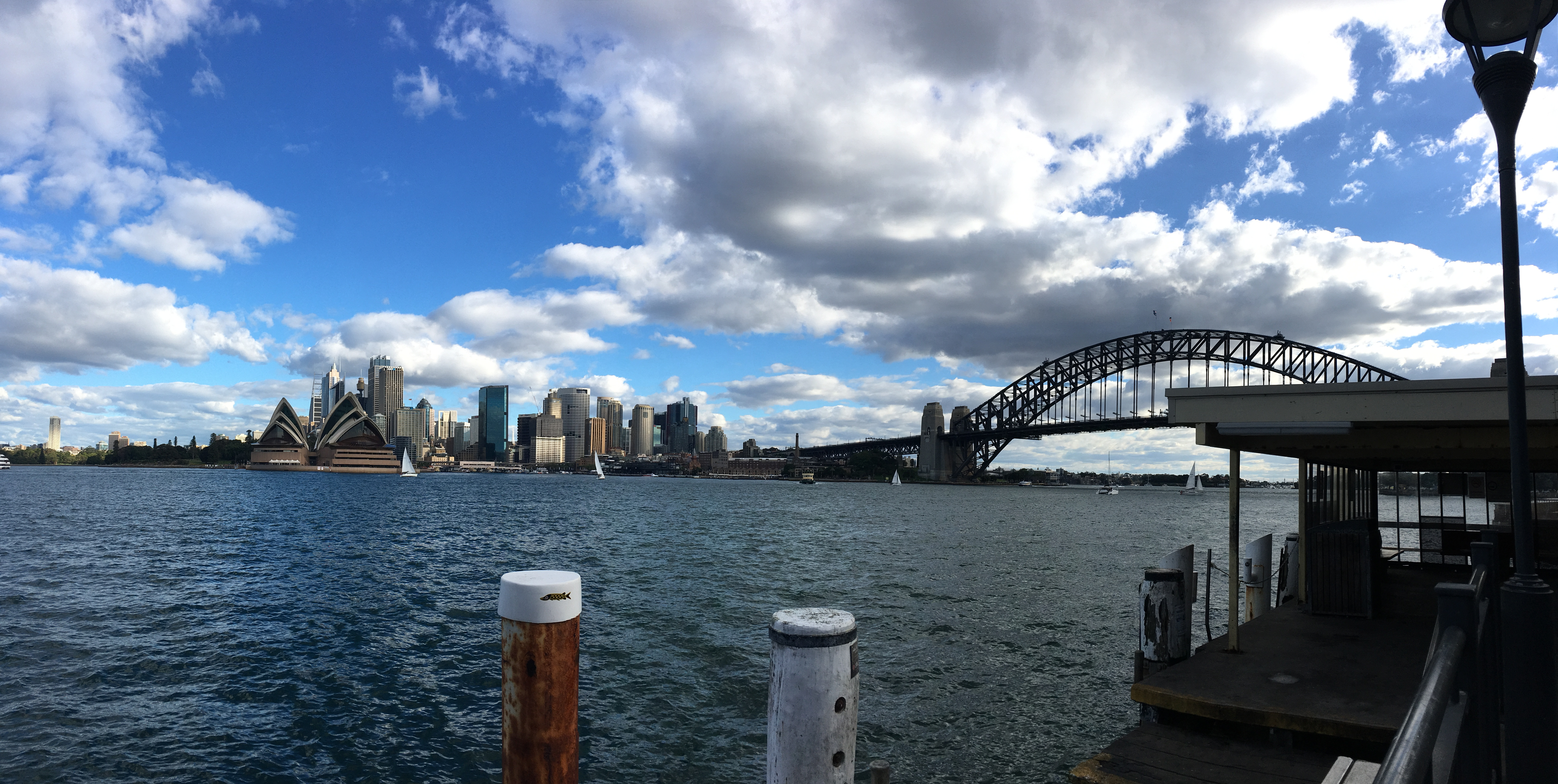
悉尼海港大桥与悉尼歌剧院

## 澳大利亚的终身监禁
在澳大利亚，终身监禁并没有确定的期限。判决的法官通常会设立一段不得假释期，在这之后，囚犯可以申请在假释条件下予以释放。如果犯人犯的是极其凶残的罪行，那么作判决的法官可下令该囚犯“终身不得释放”。

## 澳大利亚的死刑
自英国殖民运动以来，死刑就一直是澳大利亚法律系统的一部分。在19世纪，可被判处死刑的罪行包括偷窃、偷羊、伪造、性侵犯、谋杀和过失杀人。据记载，曾有人因“非法在逃”而被处决。19世纪的澳大利亚每年都有大约80人因这些罪名而被处以绞刑。

昆士兰州于1922年废除了死刑，继而是塔斯马尼亚（1968年）、北领地（1973年）、维多利亚州（1975年）、南澳大利亚州（1976年）、首都领地（1983年）、西澳大利亚州（1984年）和新南威尔士州（1985年）。1973年颁布的《死刑废除法案》最终将其从联邦法当中废除出去。该法案第三条规定，该法案适用于任何违反联邦法律和地区法律的罪行，或根据帝国法案第四条所规定的“任一人不再因其任一罪行而被判以死刑”。

在澳洲政府管治下，《1973年死刑废除法案》通过之后，死刑就没有再行使过。终身监禁替换死刑成为罪犯的最高刑罚。

## 私有监狱
以下澳大利亚监狱是由私营企业管理的。
- 富勒姆惩教中心
- 甘比尔山监狱
- 菲利普港惩教中心
- 亚瑟戈里惩教中心
- 帕克利惩教中心
- 朱尼惩教中心
- 阿卡西亚监狱

## 监狱博物馆

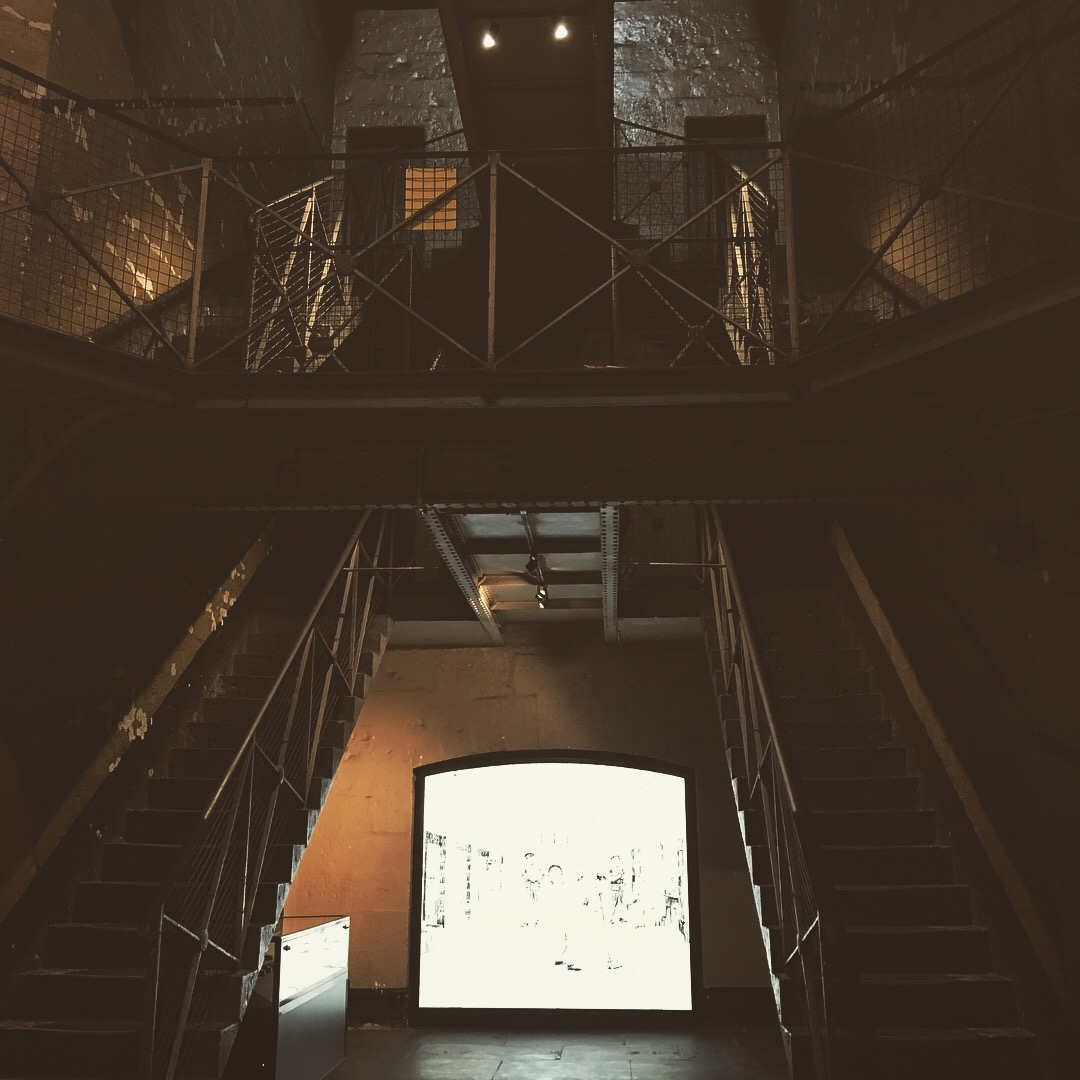
老墨尔本监狱内部景象，摄于2017年7月13日。

如今作为博物馆向公众开放的澳大利亚监狱

- 老德宝监狱
- 巴沟路监狱
- 弗里曼特尔监狱
- 范尼湾监狱
- 老格拉德斯通监狱
- J监狱
- HM吉朗监狱
- 阿德莱德监狱
- 甘比尔山监狱
- 雷德鲁斯监狱
- 梅特兰监狱
- 温特沃斯监狱
- 老墨尔本监狱
- HM碧池沃斯监狱
- HM费尔利监狱
- HM吉隆监狱
- HM瑟尔监狱
- HM默维尔河监狱
- HM 彭特利奇监狱